# Ferrières-en-Brie
Ferrières-en-Brie és un municipi francès, situat al departament de Sena i Marne i a la regió de Illa de França. L'any 2007 tenia 2.138 habitants.
Forma part del cantó d'Ozoir-la-Ferrière, del districte de Provins i de la Comunitat d'aglomeració Marne i Gondoire.

## Demografia

### Població
El 2007 la població de fet de Ferrières-en-Brie era de 2.138 persones. Hi havia 756 famílies, de les quals 144 eren unipersonals (88 homes vivint sols i 56 dones vivint soles), 188 parelles sense fills, 372 parelles amb fills i 52 famílies monoparentals amb fills.
La població ha evolucionat segons el següent gràfic:
Habitants censats

### Habitatges
El 2007 hi havia 816 habitatges, 784 eren l'habitatge principal de la família, 6 eren segones residències i 26 estaven desocupats. 606 eren cases i 206 eren apartaments. Dels 784 habitatges principals, 591 estaven ocupats pels seus propietaris, 170 estaven llogats i ocupats pels llogaters i 23 estaven cedits a títol gratuït; 29 tenien una cambra, 76 en tenien dues, 124 en tenien tres, 164 en tenien quatre i 391 en tenien cinc o més. 597 habitatges disposaven pel capbaix d'una plaça de pàrquing. A 353 habitatges hi havia un automòbil i a 378 n'hi havia dos o més.

### Piràmide de població
La piràmide de població per edats i sexe el 2009 era:
| Homes | Edats   | Dones |
| ----- | ------- | ----- |
| 0     | 95 o +  | 0     |
| 0     | 90 a 94 | 8     |
| 12    | 85 a 89 | 12    |
| 8     | 80 a 84 | 8     |
| 12    | 75 a 79 | 8     |
| 20    | 70 a 74 | 12    |
| 16    | 65 a 69 | 44    |
| 32    | 60 a 64 | 20    |
| 60    | 55 a 59 | 44    |
| 92    | 50 a 54 | 88    |
| 80    | 45 a 49 | 60    |
| 52    | 40 a 44 | 80    |
| 40    | 35 a 39 | 48    |
| 52    | 30 a 34 | 52    |
| 68    | 25 a 29 | 48    |
| 92    | 20 a 24 | 68    |
| 56    | 15 a 19 | 100   |
| 48    | 10 a 14 | 44    |
| 28    | 5 a 9   | 44    |
| 28    | 0 a 4   | 44    |

## Economia
El 2007 la població en edat de treballar era de 1.489 persones, 1.150 eren actives i 339 eren inactives. De les 1.150 persones actives 1.078 estaven ocupades (586 homes i 492 dones) i 72 estaven aturades (37 homes i 35 dones). De les 339 persones inactives 121 estaven jubilades, 146 estaven estudiant i 72 estaven classificades com a «altres inactius».

### Ingressos
El 2009 a Ferrières-en-Brie hi havia 771 unitats fiscals que integraven 2.128 persones, la mediana anual d'ingressos fiscals per persona era de 25.372 €.

### Activitats econòmiques
Dels 131 establiments que hi havia el 2007, 1 era d'una empresa alimentària, 1 d'una empresa de fabricació de material elèctric, 7 d'empreses de fabricació d'altres productes industrials, 13 d'empreses de construcció, 28 d'empreses de comerç i reparació d'automòbils, 12 d'empreses de transport, 6 d'empreses d'hostatgeria i restauració, 8 d'empreses d'informació i comunicació, 8 d'empreses financeres, 6 d'empreses immobiliàries, 24 d'empreses de serveis, 11 d'entitats de l'administració pública i 6 d'empreses classificades com a «altres activitats de serveis».
Dels 22 establiments de servei als particulars que hi havia el 2009, 1 era una oficina de correu, 2 tallers de reparació d'automòbils i de material agrícola, 1 taller d'inspecció tècnica de vehicles, 1 paleta, 3 electricistes, 3 empreses de construcció, 2 perruqueries, 1 veterinari, 5 restaurants, 1 agència immobiliària, 1 tintoreria i 1 saló de bellesa.
Dels 6 establiments comercials que hi havia el 2009, 1 era un hipermercat, 1 una botiga de més de 120 m², 1 una botiga de menys de 120 m², 1 una carnisseria, 1 una botiga d'electrodomèstics i 1 una joieria.

## Equipaments sanitaris i escolars
L'únic equipament sanitari que hi havia el 2009 era una farmàcia.
El 2009 hi havia 1 escola maternal i 1 escola elemental.

## Poblacions més properes
El següent diagrama mostra les poblacions més properes.